# AbiWord
Abiword е свободен текстообработващ процесор за преглед и редактиране на текст, подобен на Microsoft Word и Open/Libre Office Writer, който е достъпен за изтегляне в широк спектър от операционни системи и е широко използван като алтернатива на Microsoft Word.
Софтуерът включва повечето от функциите, необходими за текстообработка, и се характеризира с простота на потребителския интерфейс и ниски системни изисквания, които му позволяват да работи на компютри, които се считат за остарели. Софтуерът може да зарежда и записва файлове в много формати, включително общите формати на документи на Microsoft Word и OpenOffice.org.

## История
Abiword е разработен от SourceGear Corporation, като първата версия е пусната на 1 декември 1998 г. Впоследствие, след промяна на фирмената политика, SourceGear изоставя проекта и Abiword се развива като свободен софтуер.

## Версии
- Windows (и ReactOS) – актуалните версии на AbiWord не поддържат Windows 95, 98 и ME, за тях се препоръчва версия 2.4.6.
- Unix-подобни системи:
  - Linux, BSD, Solaris (версии 2.6, 7,8,9,10), AIX, HP/UX (10.20, 11.0), Tru64 и OSF/1, като за всички тях изискването е GTK+ библиотеките да са версия 2.12 или по-нова.
  - Mac OS X (минимум 10.2) – актуалната нативна версия е 2.4.5 от 2005 г. По-нови версии може да се ползват емулирани от XQuartz.
- AmigaOS 4 (емулирана от Cygnix)

## Функционалност
- Интерфейса на AbiWord напомня на Microsoft Word до версии 2003. Програмата има преводи – частични или пълни – на над 70 езика.[2]
- AbiWord работи с основните формати за офис документи като doc, odt и rtf, като при отварянето на такива файлове е възможно неправилно възпроизвеждане на документа, особено таблици. Програмата има и собствен формат – abw. Може да експортира файлове в споменатите формати и в pdf, html и други.
- Програмата работи с плъгини, осигуряващи допълнителна функционалност,[3] включително и плъгин, даващ възможност маркиран текст да се търси в англоезичната Уикипедия.
- Проверка на правописа, включително и на български език.
- Автоматичен запис на резервни копия на редактирания документ през определен интервал от време (по подразбиране – 5 минути)
- От версия 2.8 насам AbiWord поддържа споделена работа с документи в реално време от множество потребители през AbiCollab.net Архив на оригинала от 2012-03-05 в Wayback Machine..